# Movimento pacifista

Bandiera della pace

Un movimento pacifista è un movimento sociale che cerca di raggiungere scopi come la fine di una particolare guerra o di una serie di guerre oppure la riduzione al minimo, per quanto possibile, della violenza tra esseri umani in un luogo o in una situazione particolare. Tali azioni sono spesso collegate all'obiettivo di raggiungere la pace nel mondo. Alcuni dei metodi utilizzati per raggiungere questi obiettivi includono la difesa del pacifismo, la resistenza nonviolenta, la diplomazia, i boicottaggi, i campi di pace, il consumismo etico, il sostegno ai candidati politici contrari alla guerra, il sostegno alla legislazione per rimuovere i profitti dagli appalti governativi al complesso militare-industriale, il divieto di armi, la creazione di strumenti per un governo aperto e la trasparenza, la democrazia diretta, il sostegno ai whistleblower che denunciano crimini di guerra o cospirazioni per creare guerre, manifestazioni e attività di lobby politico contro la guerra. La cooperazione politica è un esempio di un'organizzazione che cerca di unire tutti i movimenti per la pace e le organizzazioni verdi; questi soggetti possono avere obiettivi diversi, ma hanno l'ideale comune di pace e sostenibilità umana. Una preoccupazione di alcuni attivisti per la pace è la sfida di raggiungere la pace quando coloro che sono contrari alla pace spesso usano la violenza come mezzo di comunicazione e di emancipazione.
Un'affiliazione globale di attivisti e interessi politici visti come aventi uno scopo comune e costituenti un singolo movimento è stata chiamata "movimento per la pace" o con il termine onnicomprensivo "movimento contro la guerra". Visti da questa prospettiva, sono spesso indistinguibili e costituiscono una collaborazione libera, reattiva e guidata dagli eventi tra gruppi motivati da umanesimo, ambientalismo, veganismo, antirazzismo, femminismo, decentralizzazione, ospitalità, ideologia, teologia e fede.

## L'ideale della pace

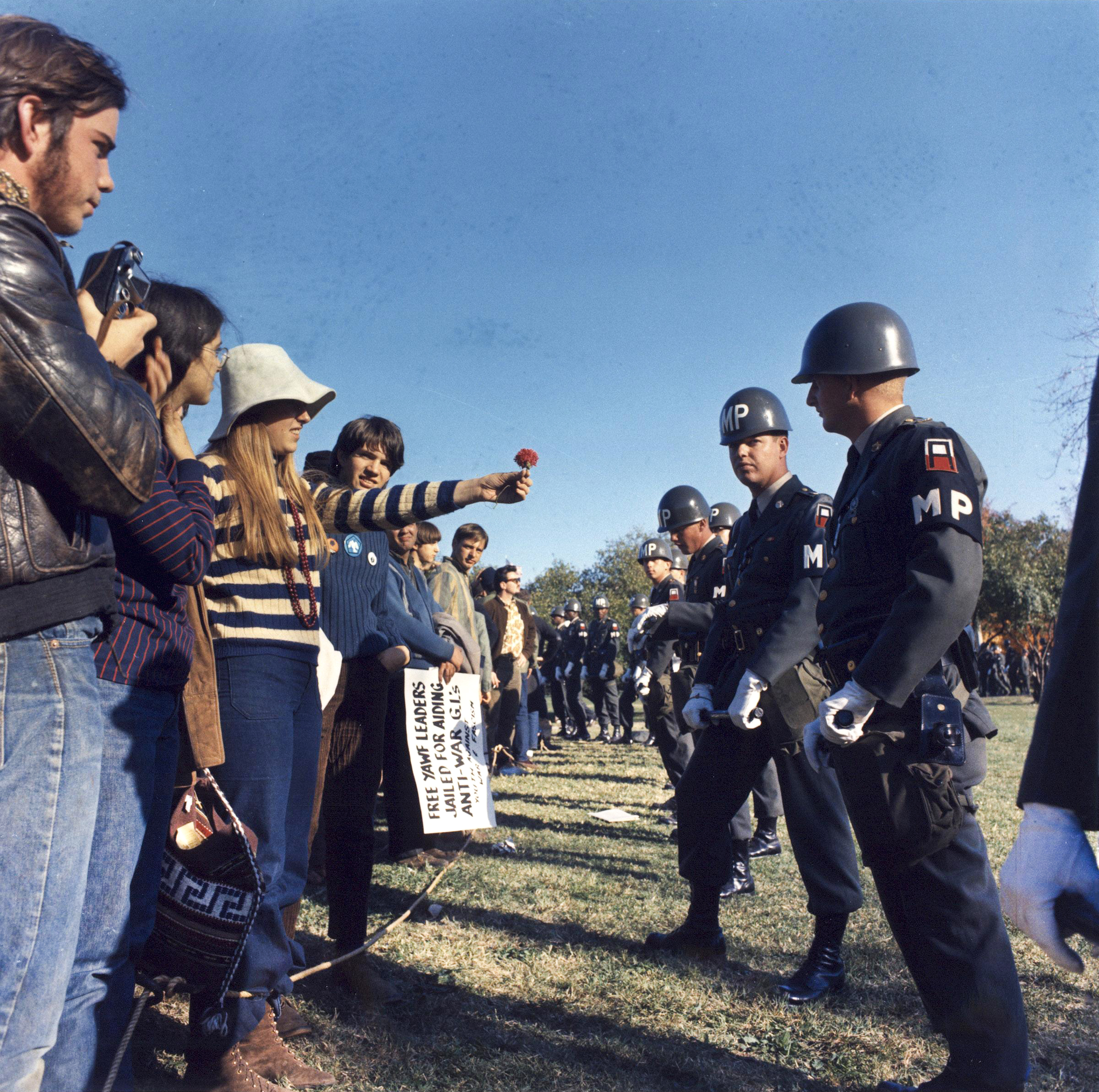
Una dimostrante offre un fiore alla polizia militare durante la marcia sul Pentagono del 1967

Le idee su cosa sia (o dovrebbe essere) la "pace" possono essere molto diverse tra loro, il che si traduce in una serie di movimenti che cercano diversi ideali di pace. Sebbene i movimenti "contro la guerra" abbiano spesso obiettivi a breve termine, i movimenti per la pace sostengono uno stile di vita continuativo e una politica governativa proattiva.
Spesso non è chiaro se un movimento, o una protesta specifica, sia contro la guerra in generale o contro la partecipazione del proprio governo a una guerra. Questa mancanza di chiarezza (o continuità a lungo termine) è stata parte della strategia di coloro che cercavano di porre fine a una guerra, come ad esempio la guerra del Vietnam.

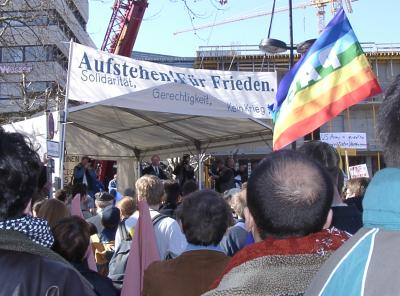
Manifestazioni di protesta contro la guerra in Iraq a Stuttgart nel 2003

Le manifestazioni globali di protesta contro l'invasione statunitense dell'Iraq all'inizio del 2003 sono un esempio di un movimento specifico, di breve termine, vagamente affiliato e monotematico, costituito da priorità ideologiche diverse tra loro che vanno dal pacifismo all'islamismo e all'antiamericanismo. Coloro che sono coinvolti in più movimenti simili di breve termine sviluppano relazioni di fiducia con altri partecipanti e tendono a unirsi a movimenti più globali e di lungo termine.
Alcuni elementi del movimento pacifista globale cercano di garantire la sicurezza umanitaria ponendo fine alla guerra e assicurando ciò che considerano diritti umani fondamentali, tra cui il diritto di tutte le persone ad avere accesso ad aria pulita, acqua, cibo, riparo e assistenza sanitaria. Gli attivisti cercano spesso giustizia sociale sotto forma di pari protezione e pari opportunità ai sensi della legge per i gruppi che sono stati privati di questi diritti.

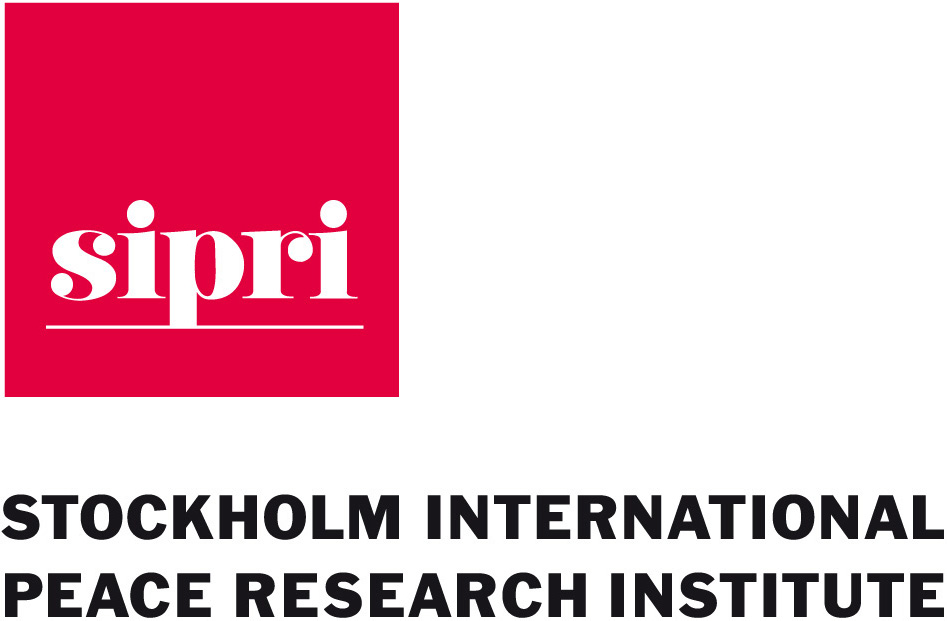
Logo dell'Istituto Internazionale di Ricerche sulla Pace di Stoccolma

Il movimento per la pace è caratterizzato dalla convinzione che gli esseri umani non dovrebbero fare la guerra o impegnarsi in pulizie etniche basate su lingua, razza o risorse naturali, ne impegnarsi in conflitti etici basati su religione o ideologia. Gli oppositori di lunga data della guerra sono caratterizzati dalla convinzione che il potere militare non abbia nulla a che fare con la giustizia.
Il movimento per la pace si oppone alla proliferazione di tecnologie pericolose e armi di distruzione di massa, in particolare armi nucleari e guerra tossicologica. Molti aderenti si oppongono all'esportazione di armi (tra cui le mine anti uomo) da parte delle principali nazioni economiche verso i paesi in via di sviluppo. L'Istituto Internazionale di Ricerche sulla Pace di Stoccolma ha espresso preoccupazione per il potenziale distruttivo dell'intelligenza artificiale, dell'ingegneria molecolare, della genetica e della proteomica. Il movimento per la pace si interseca con il neo-luddismo e il primitivismo, e con i critici mainstream come i partiti verdi, Greenpeace e il movimento ambientalista.
Questi movimenti hanno portato alla formazione di partiti verdi in diversi paesi democratici alla fine del XX secolo. Il movimento per la pace ha influenzato molti di questi partiti in molti paesi d'Europa.

## Storia

### La tregua di Dio

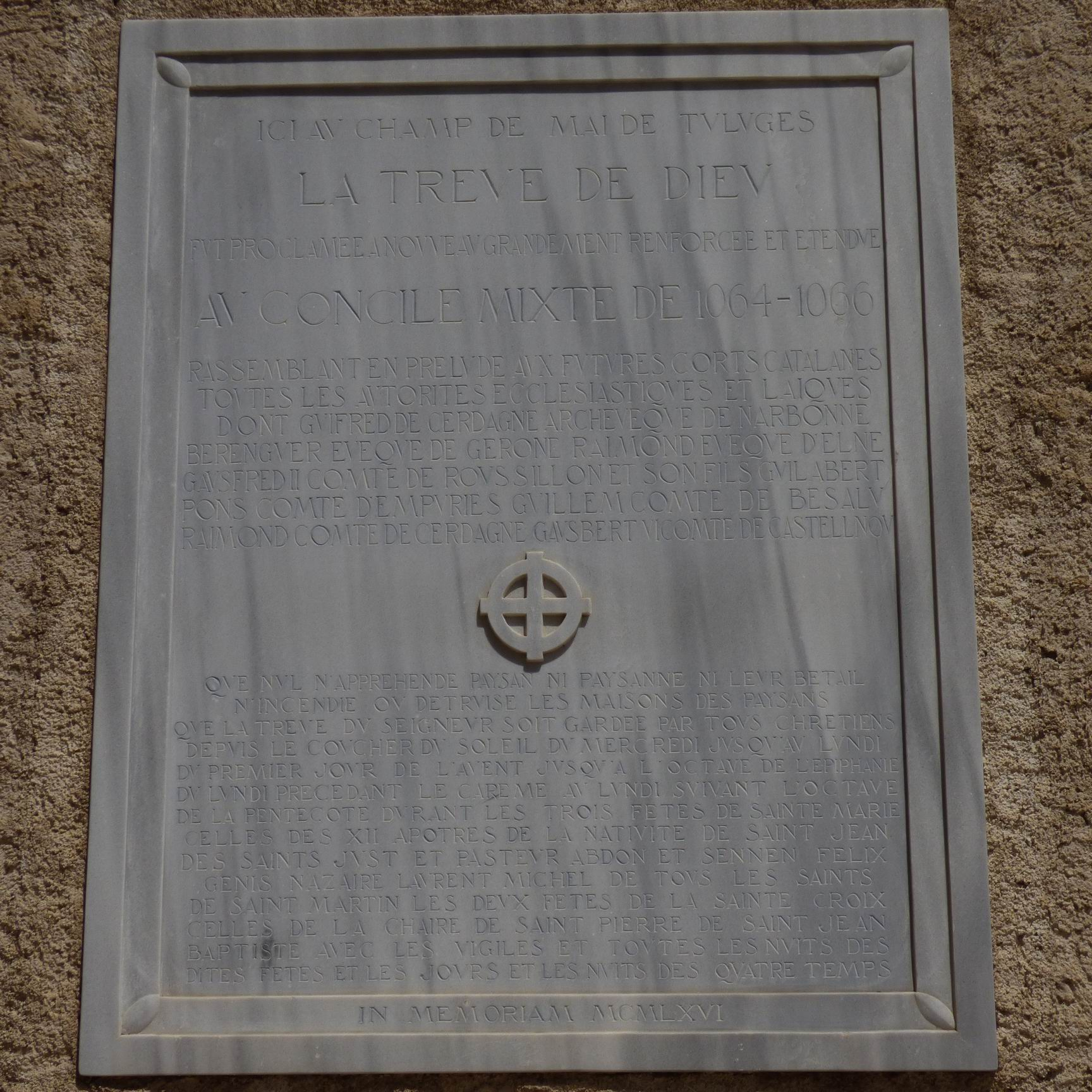
Targa commemorativa della tregua di Dio del 16 maggio 1027 presso la chiesa di Sainte-Marie a Toulouges in Francia.

Un antecedente ai movimenti pacifisti popolari fu rappresentato dalla Pax Dei (in latino: "Pace di Dio"), proclamata nel 989 d.C. al concilio di Charroux e dalla Tregua di Dio, proclamata nel 1027. La Pace di Dio fu guidata dai vescovi come risposta alla crescente violenza contro i monasteri dopo la caduta della dinastia carolingia. Il movimento fu promosso in una serie di concili ecclesiastici successivi, tra cui Charroux (989 e c. 1028), Narbonne (990), Limoges (994 e 1031), Poitiers (c. 1000) e Bourges (1038). La Tregua di Dio cercò di frenare la violenza limitando il numero di giorni della settimana e periodi dell'anno in cui la nobiltà era in grado di ricorrere alla violenza. Questi movimenti pacifisti "gettarono le basi per i moderni movimenti pacifisti europei".

### Le chiese della pace
La riforma diede origine a numerose sette protestanti a partire dal XVI secolo, tra cui le chiese della pace. Tra queste chiese le più importanti erano la Società religiosa degli Amici, i cui membri sono conosciuti anche come Quaccheri, gli Amish, i Mennoniti e la Chiesa dei Fratelli. I Quaccheri erano importanti sostenitori del pacifismo, tanto che ripudiavano tutte le forme di violenza e adottavano un'interpretazione pacifista del cristianesimo già nel 1660. Durante le guerre del XVIII secolo a cui partecipò la Gran Bretagna, i Quaccheri mantennero un impegno di principio a non prestare servizio in un esercito o in una milizia e a non pagare la multa alternativa di 10 sterline.

### XIII° secolo
I principali movimenti per la pace del XVIII secolo furono il prodotto di due scuole di pensiero che si fusero alla fine del secolo. Una, radicata nell'età secolare dell'Illuminismo, promuoveva la pace come antidoto razionale ai mali del mondo; l'altra faceva parte del risveglio religioso evangelicale che aveva svolto un ruolo importante nella campagna per l'abolizione della schiavitù. I rappresentanti della prima includevano Jean-Jacques Rousseau, in Extrait du Projet de Paix Perpetuelle de Monsieur l'Abbe Saint-Pierre (1756); Immanuel Kant in Per la pace perpetua e Jeremy Bentham, che propose la formazione di un'associazione per la pace nel 1789. Un rappresentante di quest'ultima era William Wilberforce; Wilberforce pensava che seguendo gli ideali cristiani di pace e fratellanza, si dovessero imporre limiti rigorosi al coinvolgimento britannico nelle guerre rivoluzionarie francesi .

### XIX° secolo

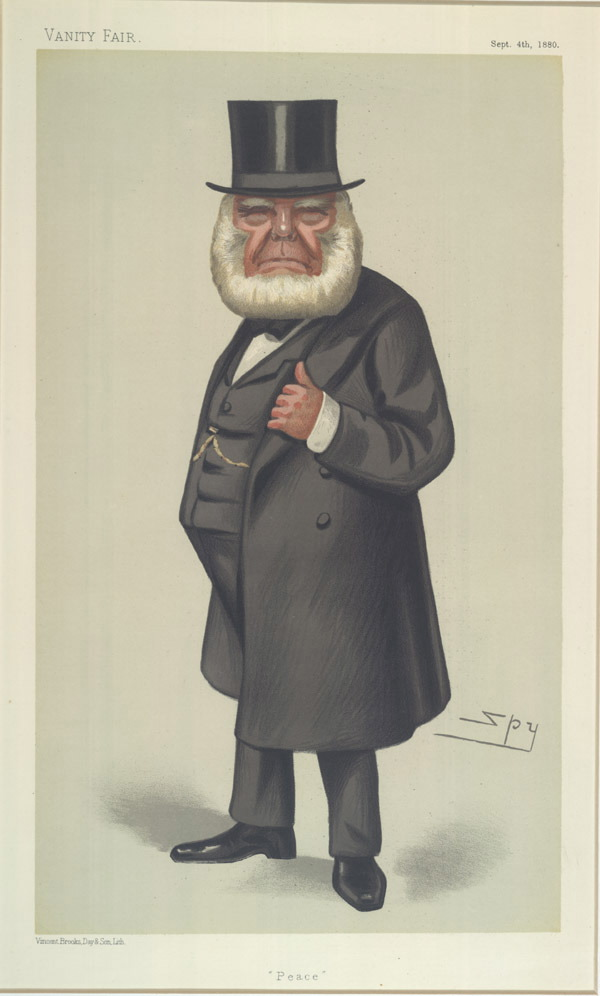
Una caricatura raffigurante Henry Richard nel 1980

Durante le guerre napoleoniche (1793-1814), in Gran Bretagna non venne istituito alcun movimento pacifista formale fino alla fine delle ostilità. Un significativo movimento pacifista di base, animato da ideali universalisti, emerse dalla percezione che la Gran Bretagna combatteva in un ruolo reazionario e dall'impatto sempre più visibile della guerra sul benessere della nazione sotto forma di tasse più elevate e vittime. Sedici petizioni di pace al Parlamento furono firmate da membri pubblici; si tennero manifestazioni contro la guerra e contro William Pitt the Younger e la letteratura sulla pace fu ampiamente diffusa .
I primi movimenti formali per la pace apparvero nel 1815 e nel 1816. Il primo movimento negli Stati Uniti fu la New York Peace Society, fondata nel 1815 dal teologo David Low Dodge, seguita dalla Massachusetts Peace Society. I gruppi si unirono presto nell'American Peace Society, che teneva incontri settimanali e produceva scritti che si diffusero fino a Gibilterra e Malta descrivendo gli orrori della guerra e sostenendo il pacifismo su basi cristiane . La London Peace Society, nota anche come Society for the Promotion of Permanent and Universal Peace, fu fondata dal filantropo William Allen nel 1816 per promuovere una pace permanente e universale. Durante gli anni '40 dell'Ottocento, le donne britanniche formarono "Olive Leaf Circles" da 15-20 persone per discutere e promuovere idee pacifiste.
L'influenza della London Peace Society iniziò a crescere durante la metà del XIX secolo. Sotto Elihu Burritt e Henry Richard, la società convocò il primo Congresso Internazionale per la Pace a Londra nel 1843. Il congresso decise due obiettivi: raggiungere l'ideale di un arbitrato pacifico degli affari delle nazioni e creare un'istituzione internazionale per realizzarlo. Richard divenne il segretario a tempo pieno della circolo nel 1850; ricoprì la carica per i successivi 40 anni e divenne noto come "Apostolo della Pace". Contribuì a garantire una delle prime vittorie del movimento pacifista assicurandosi un impegno per l'arbitrato dalle Grandi Potenze nel Trattato di Parigi (1856) alla fine della Guerra di Crimea. Sconvolto dai moti del 1848, il primo congresso per la pace nel continente europeo si tenne a Bruxelles nel 1848; un secondo si tenne a Parigi un anno dopo.

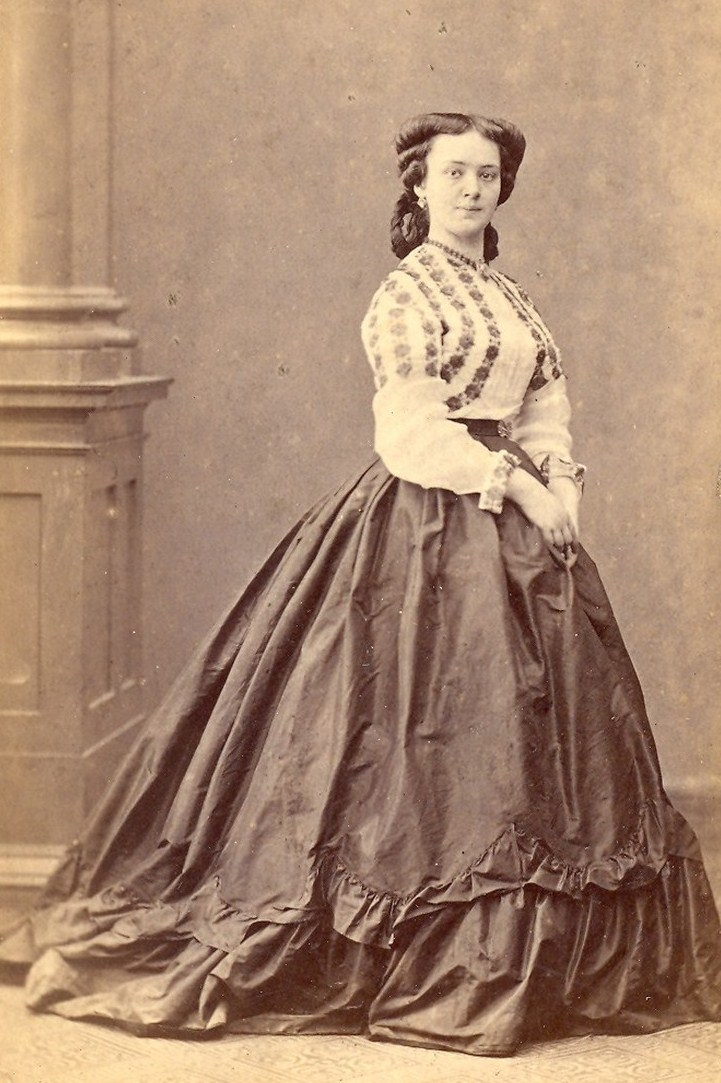
Bertha von Suttner in una foto del 1860

Entro il 1850, questi movimenti stavano diventando ben organizzati nei principali paesi d'Europa e del Nord America, raggiungendo attivisti della classe media al di là della portata dei precedenti collegamenti religiosi.
Il sostegno diminuì durante la rinascita del militarismo nel periodo della guerra civile americana e la guerra di Crimea, ma il movimento pacifista iniziò a diffondersi in tutta Europa e a infiltrarsi nei movimenti socialisti della classe operaia in erba. Nel 1870, Randal Cremer fondò la Workman's Peace Association a Londra. Cremer e l'economista francese Frédéric Passy furono i padri fondatori dell'Unione interparlamentare, la prima organizzazione internazionale per l'arbitrato dei conflitti, nel 1889. Il National Peace Council fu fondato dopo il 17° Congresso universale per la pace a Londra nel luglio e agosto 1908.
Nell'Impero austro-ungarico, la scrittrice baronessa Bertha von Suttner (1843–1914) dopo il 1889 divenne una figura di spicco nel movimento per la pace con la pubblicazione del suo romanzo pacifista, Die Waffen nieder! (Giù le armi!). Il libro fu pubblicato in 37 edizioni e tradotto in 12 lingue. Contribuì a organizzare la Associazione tedesca per la pace (Deutsche Friedensgesellschaft) e divenne nota a livello internazionale come direttrice della rivista pacifista internazionale Die Waffen nieder! Nel 1905 divenne la prima donna a vincere il premio Nobel per la pace.

### Mahatma Gandhi e la resistenza nonviolenta

Mahatma Gandhi, fu uno dei massimi esponenti del Movimento d'indipendenza indiano ed avvocato della resistenza nonviolenta. In questa foto è ritratto durante la sua visita a Roma del 1931

Mahatma Gandhi (1869–1948) è stato uno dei portavoce più influenti del XX secolo per la pace e la non violenza, e il gandhismo è il suo corpus di idee e di principi. Uno dei suoi concetti più importanti è la resistenza non violenta. Secondo M. M. Sankhdher, il gandhismo non è una posizione sistematica nella metafisica o nella filosofia politica, ma un credo politico, una dottrina economica, una prospettiva religiosa, un precetto morale e una visione umanitaria del mondo. Uno sforzo non per sistematizzare la saggezza, ma per trasformare la società, si basa sulla fede nella bontà della natura umana.
Gandhi fu fortemente influenzato dal pacifismo di Lev Tolstoj. Tolstoj scrisse Una lettera a un indù nel 1908, in cui affermava che il popolo indiano poteva rovesciare il dominio coloniale solo attraverso la resistenza passiva. Nel 1909, Gandhi e Tolstoj iniziarono una corrispondenza sulle applicazioni pratiche e teologiche della non violenza. Gandhi si considerava un discepolo di Tolstoj perché concordavano sulle questioni dell'opposizione all'autorità statale e al colonialismo, detestavano la violenza e predicavano la non resistenza. Tuttavia, differivano sulla strategia politica. Gandhi chiedeva il coinvolgimento politico; nazionalista, era pronto a usare la forza non violenta ma era anche disposto a scendere a compromessi.
Gandhi fu la prima persona ad applicare il principio della nonviolenza su larga scala. I concetti di nonviolenza (ahimsa) e nonresistenza hanno una lunga storia nel pensiero religioso e filosofico indiano, e hanno avuto una serie di riprese in contesti indù, buddisti, giainisti, ebraici e cristiani. Gandhi spiegò la sua filosofia e il suo stile di vita nella sua autobiografia, The Story of My Experiments with Truth. Alcune delle sue osservazioni furono ampiamente citate, come "Ci sono molte cause per cui sono pronto a morire, ma nessuna causa per cui sono pronto a uccidere".

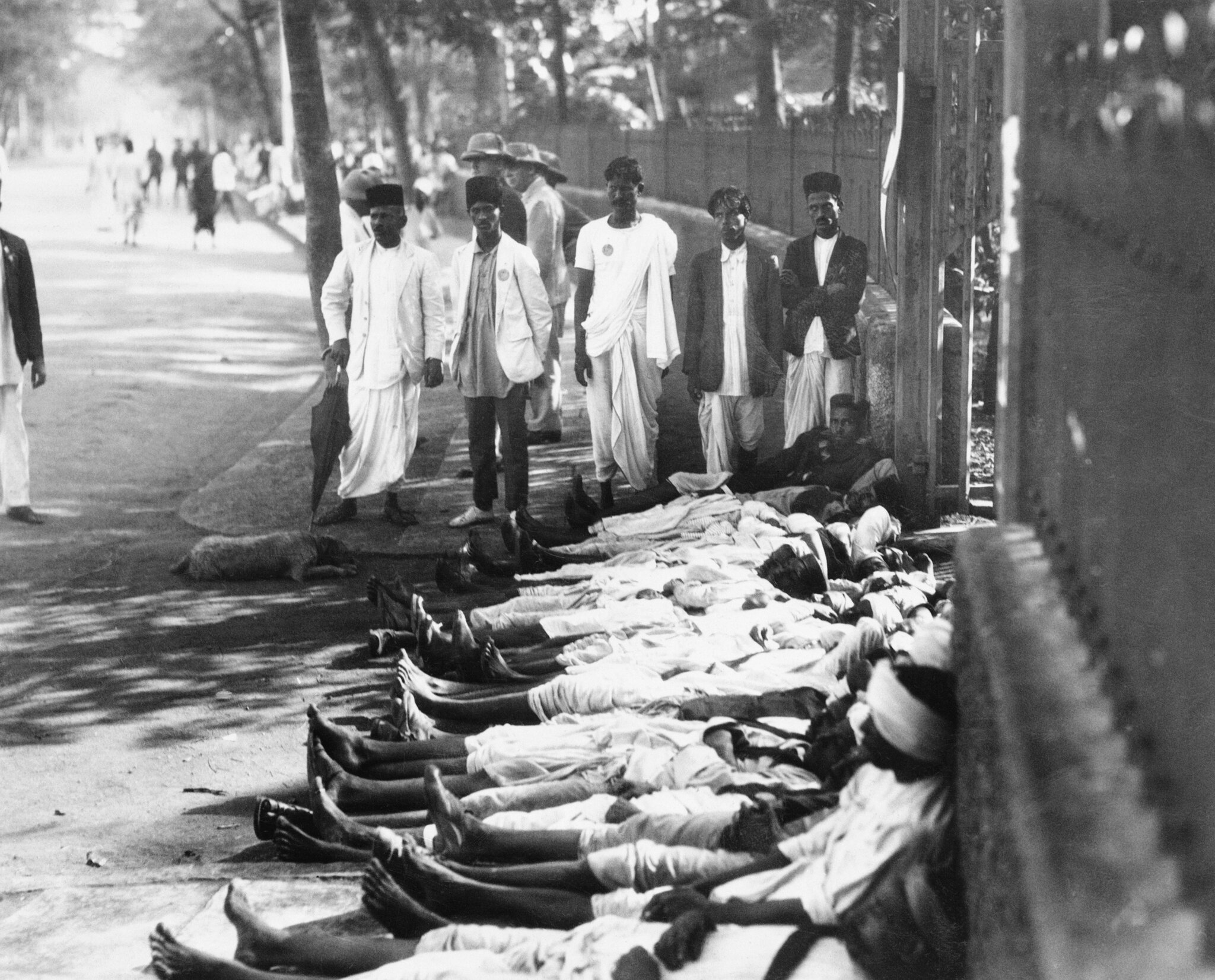
Lavoratori indiani in sciopero per supportare Gandhi nel 1930

In seguito Gandhi si rese conto che un alto livello di nonviolenza richiedeva grande fede e coraggio, che non tutti posseggono. Consigliò che non tutti dovevano aderire strettamente alla nonviolenza, soprattutto se era una copertura per la codardia: "Quando c'è solo una scelta tra codardia e violenza, consiglierei la violenza".
Gandhi finì sotto il fuoco politico per le sue critiche a coloro che tentavano di ottenere l'indipendenza attraverso la violenza. Rispose: "C'è stato un tempo in cui le persone mi ascoltavano perché mostravo loro come combattere gli inglesi senza armi quando non ne avevano... ma oggi mi è stato detto che la mia non violenza non può essere di alcuna utilità contro le rivolte indù-musulmane; quindi, le persone dovrebbero armarsi per autodifesa".
Le opinioni di Gandhi furono criticate in Gran Bretagna durante la Battaglia d'Inghilterra. Disse al popolo britannico nel 1940: "Vorrei che deponeste le armi che avete perché inutili per salvare voi o l'umanità. Inviterete Herr Hitler e il signor Mussolini a prendere ciò che vogliono dai paesi che chiamate vostri possedimenti... Se questi signori scelgono di occupare le vostre case, le lascerete. Se non vi danno libero passaggio, vi lascerete massacrare uomini, donne e bambini, ma vi rifiuterete di dovere loro fedeltà".

### Prima guerra mondiale

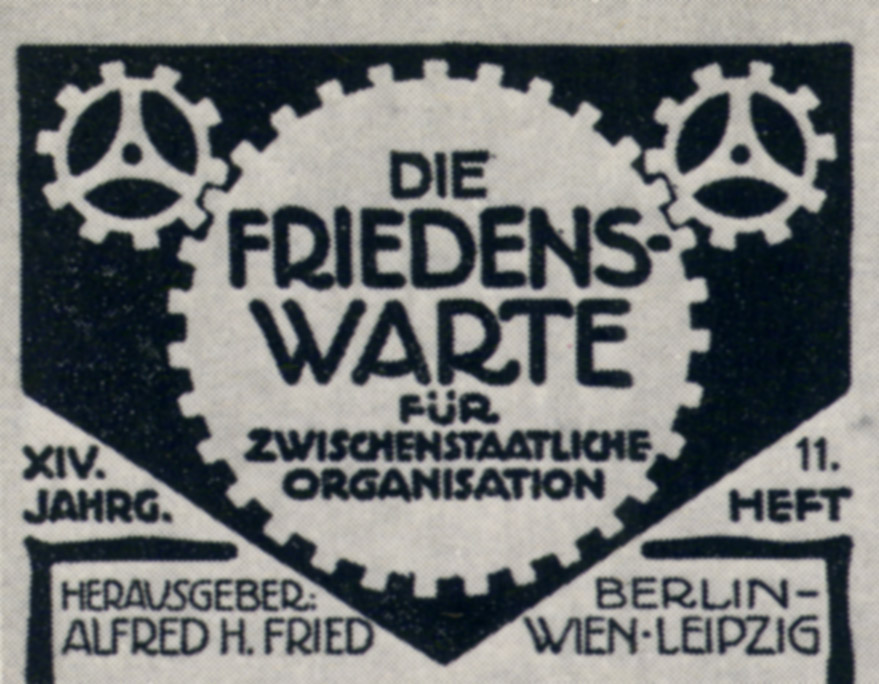
Copertina della rivista pacifista tedesca Die Friedens-Warte del 1913

Sebbene l'inizio della prima guerra mondiale fosse generalmente accolto con patriottismo entusiasta in tutta Europa, molti gruppi pacifisti si attivarono per condannare la guerra. Molti gruppi e movimenti socialisti erano antimilitaristi. Sostenevano che, per sua natura, la guerra era un tipo di coercizione governativa della classe operaia a beneficio delle élite capitaliste.

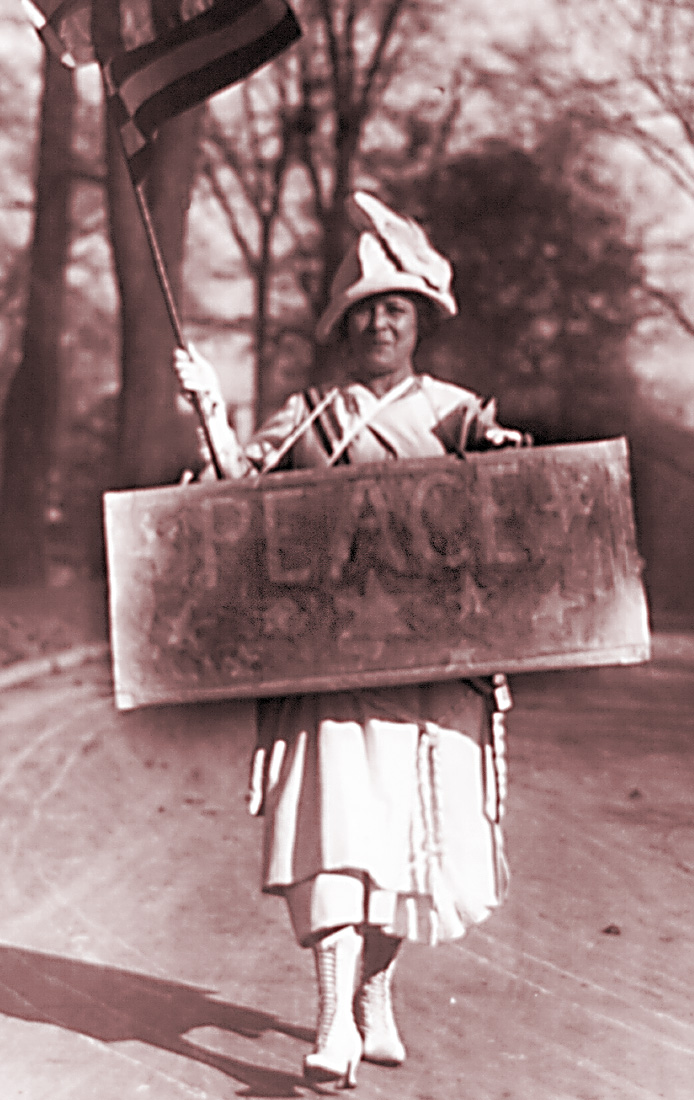
Una donna che protesta contro la Prima guerra mondiale

Nel 1915, la Associazione della Lega delle Nazioni fu fondata dai vertici dei liberali britannici per promuovere una forte organizzazione internazionale che potesse far rispettare la risoluzione pacifica dei conflitti. Più tardi quell'anno, la Lega per il rispetto della pace fu fondata negli Stati Uniti per promuovere obiettivi simili. Hamilton Holt pubblicò "The Way to Disarm: A Practical Proposal", un editoriale sull'Independent (il suo settimanale di New York) il 28 settembre 1914. L'editoriale chiedeva che un'organizzazione internazionale concordasse sull'arbitrato delle controversie e garantisse l'integrità territoriale dei suoi membri mantenendo forze militari sufficienti a sconfiggere quelle di qualsiasi non membro. Il dibattito che ne seguì tra importanti internazionalisti modificò il piano di Holt per allinearlo più da vicino alle proposte in Gran Bretagna avanzate dal visconte James Bryce, un ex ambasciatore del Regno Unito negli Stati Uniti. Queste e altre iniziative furono fondamentali per i cambiamenti di atteggiamento che diedero origine alla Società delle Nazioni dopo la guerra. Oltre alle chiese pacifiste, i gruppi che protestarono contro la guerra includevano il Woman's Peace Party (organizzato nel 1915 e guidato da Jane Addams), l'International Committee of Women for Permanent Peace (ICWPP) (anch'esso organizzato nel 1915), l'American Union Against Militarism, la Fellowship of Reconciliation e l'American Friends Service Committee. Jeannette Rankin (la prima donna eletta al Congresso) fu un'altra sostenitrice del pacifismo e l'unica persona a votare "no" all'ingresso degli Stati Uniti in entrambe le guerre mondiali.

### Henry Ford

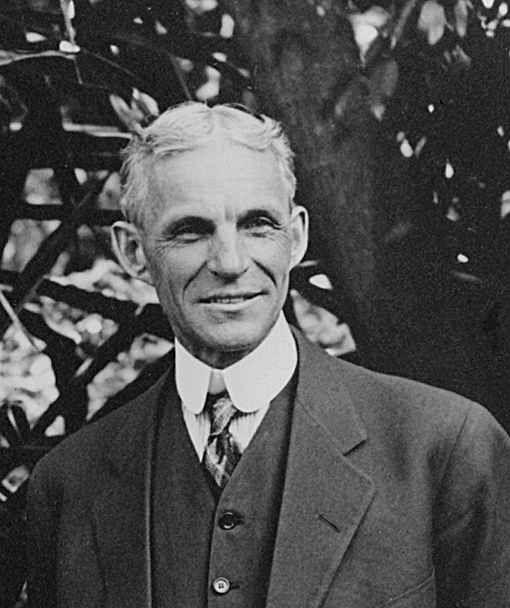
Henry Ford in una foto del 1914

La promozione della pace è stata una delle principali attività del produttore di automobili e filantropo americano Henry Ford (1863-1947), che istituì un fondo da 1 milione di dollari per promuovere la pace e ha pubblicò numerosi articoli e annunci contro la guerra su centinaia di giornali.
Secondo il biografo Steven Watts, lo status di Ford come importante industriale gli diede una visione del mondo secondo cui la guerra era una follia dispendiosa che ritardava la crescita economica a lungo termine. La parte perdente nella guerra subiva in genere gravi danni. Le piccole imprese vengono particolarmente colpite, perché ci vogliono anni per riprendersi. Ford sosteneva in molti articoli di giornale che il capitalismo avrebbe scoraggiato la guerra perché "se ogni uomo che produce un articolo facesse il meglio che può nel modo migliore al prezzo più basso possibile, il mondo sarebbe tenuto fuori dalla guerra, perché i commercianti non dovrebbero cercare quei mercati esterni che gli altri bramano". Ford ammise che i produttori di armi amavano le guerre, ma sosteneva che il tipico capitalista era propenso ad evitare le guerre per concentrarsi sulla produzione e la vendita di ciò che la gente voleva, assumendo buoni lavoratori e generando profitti costanti a lungo termine.
Verso la fine del 1915, Ford sponsorizzò e finanziò una nave della pace in Europa, per aiutare a porre fine alla guerra mondiale in corso, portando con sé 170 attivisti per la pace; Jane Addams era una sostenitrice chiave che si ammalò troppo per unirsi alla missione. Ford parlò con il presidente Woodrow Wilson della missione, ma non ebbe alcun sostegno governativo. Il suo gruppo incontrò attivisti per la pace nella neutrale Svezia e nei Paesi Bassi. Bersaglio di molto scherno, Ford lasciò la nave non appena raggiunse la Svezia.

### Tra le due guerre

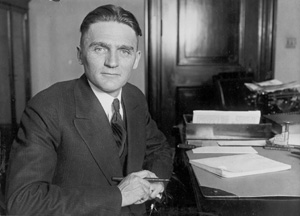
Il Senatore statunitense Gerald Nye (R-North Dakota), presiede la Commissione speciale di Inchiesta sull'industria delle munizioni

Tra le due guerre, un epiteto popolare per chiamare quei produttori di armi che promuovevano le guerre era "mercanti di morte". Questo nome era ripreso da un'esposizione di saggistica di H. C. Engelbrecht e F. C. Hanighen, ampiamente letta Mercanti di morte (1934).
L'enorme perdita di vite umane durante la prima guerra mondiale per quelle che divennero note come futili ragioni causò un profondo cambiamento negli atteggiamenti pubblici verso il militarismo. Le organizzazioni formate in quel periodo includevano la War Resisters' International, la Women's International League for Peace and Freedom, il No More War Movement e la Peace Pledge Union (PPU). La Società delle Nazioni convocò diverse conferenze sul disarmo, come la Conferenza di Ginevra, ottenendo ben poco. Tuttavia la conferenza di Washington del 1921-1922 limitò con successo gli armamenti navali delle maggiori potenze durante gli anni '20.
La Women's International League for Peace and Freedom contribuì a convincere il Senato degli Stati Uniti a lanciare un'influente indagine da parte della Commissione Nye, secondo cui l'industria delle armi e i finanzieri di Wall Street avevano promosso l'ingresso degli americani nella prima guerra mondiale per coprire i loro investimenti finanziari. Il risultato immediato fu una serie di leggi che imponevano la neutralità alle aziende americane se altri paesi fossero andati in guerra.

#### Romanzi e film

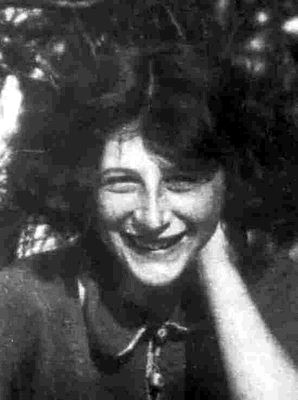
Simone Weil in una foto del 1922

Il pacifismo e la repulsione per la guerra erano sentimenti molto popolari nella Gran Bretagna degli anni '20. Furono pubblicati numerosi romanzi e poesie sull'inutilità della guerra e sul massacro di giovani da parte di vecchi sciocchi, tra cui Death of a Hero di Richard Aldington, Niente di nuovo sul fronte occidentale di Erich Maria Remarque e Cry Havoc! di Beverley Nichols. Un dibattito del 1933 all'Università di Oxford sulla proposta di mozione secondo cui "bisogna combattere per il re e per la patria" rifletteva il cambiamento di umore quando la mozione fu respinta. Dick Sheppard fondò la Peace Pledge Union nel 1934, rinunciando alla guerra e all'aggressione. Anche l'idea di sicurezza collettiva era molto popolare; invece di un pacifismo assoluto, il popolo in generale mostrò una determinazione a resistere all'aggressione con sanzioni economiche e negoziati multilaterali.

#### La Guerra civile spagnola
La guerra civile spagnola (1936-1939) fu una prova importante del pacifismo internazionale, delle organizzazioni pacifiste (come la War Resisters' International e la Fellowship of Reconciliation) e di individui come José Brocca e Amparo Poch. Gli attivisti di sinistra spesso misero in pausa il loro pacifismo per aiutare lo sforzo bellico del governo spagnolo. Poco dopo la fine della guerra, Simone Weil (nonostante si fosse offerta volontaria per il servizio dalla parte repubblicana) pubblicò L'Iliade o il poema della forza, che è stato descritto come un manifesto pacifista. In risposta alla minaccia del fascismo, pensatori pacifisti come Richard B. Gregg idearono piani per una campagna di resistenza non violenta in caso di invasione o presa di potere fascista.

### Seconda guerra mondiale

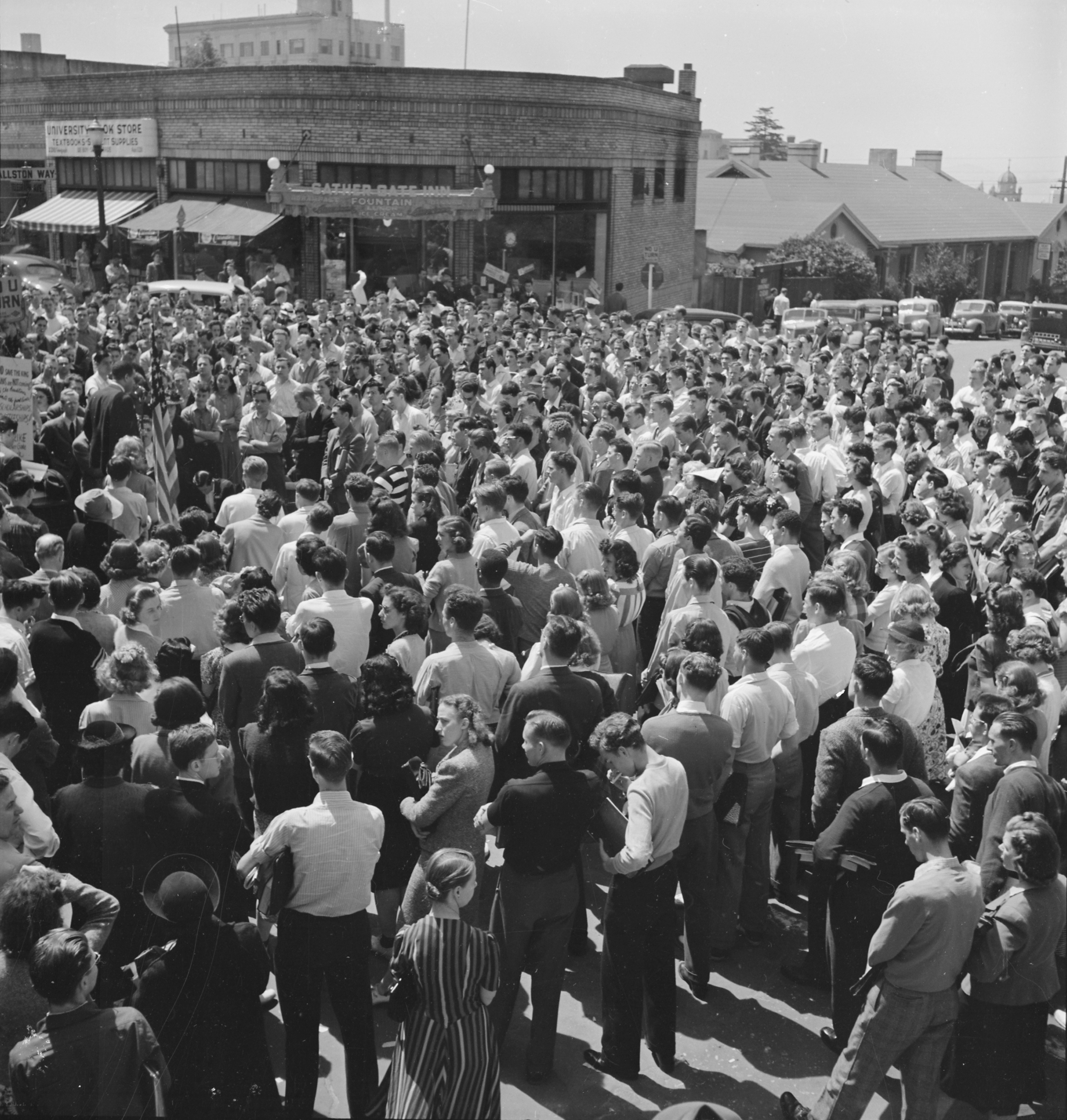
Uno sciopero per la pace dell'aprile 1940 presso l'Università della California, Berkeley

All'inizio della seconda guerra mondiale, il sentimento pacifista e anti-guerra diminuì nelle nazioni colpite dalla Grande guerra. Tuttavia, la mobilitazione americana per la pace controllata dai comunisti invertì il suo attivismo anti-guerra quando la Germania invase l'Unione Sovietica nel 1941. Sebbene i principali gruppi isolazionisti come l'America First Committee declinarono dopo l'attacco giapponese a Pearl Harbor, un certo numero di piccoli gruppi religiosi e socialisti continuarono la loro opposizione alla guerra. Bertrand Russell disse che la necessità di sconfiggere Adolf Hitler e i nazisti era una circostanza unica in cui la guerra non era il peggior male possibile, e definì la sua posizione come "pacifismo relativo". Albert Einstein scrisse: "Detesto tutti gli eserciti e qualsiasi tipo di violenza, eppure sono fermamente convinto che al momento queste odiose armi offrano l'unica protezione efficace". I pacifisti francesi André e Magda Trocmé aiutarono a nascondere centinaia di ebrei in fuga dai nazisti nel villaggio di Le Chambon-sur-Lignon. Dopo la guerra, i Trocmés furono dichiarati Giusti tra le Nazioni.

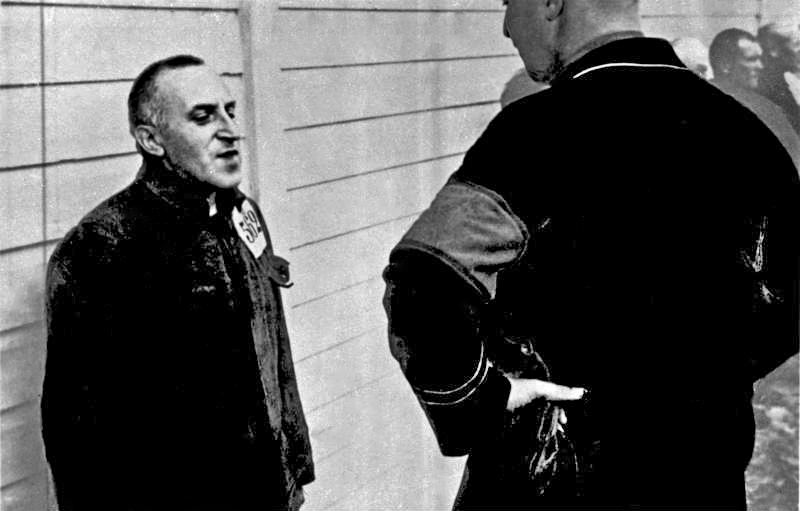
Carl von Ossietzky incarcerato nel campo di concentramento di Esterwegen (1934)

I pacifisti nella Germania nazista vennero trattati duramente. Il pacifista tedesco Carl von Ossietzky e il pacifista norvegese Olaf Kullmann (che rimase attivo durante l'occupazione tedesca) morirono nei campi di concentramento. Il contadino austriaco Franz Jägerstätter fu giustiziato nel 1943 per essersi rifiutato di servire nella Wehrmacht.
Gli obiettori di coscienza e gli obiettori fiscali di guerra esistevano in entrambe le guerre mondiali e il governo degli Stati Uniti consentiva agli obiettori sinceri di svolgere ruoli militari non di combattimento. Tuttavia, gli obiettori di coscienza che rifiutavano qualsiasi cooperazione con lo sforzo bellico spesso trascorrevano gran parte di ogni guerra nelle prigioni federali. Durante la seconda guerra mondiale, leader pacifisti come Dorothy Day e Ammon Hennacy del Movimento dei lavoratori cattolici esortarono i giovani americani a non arruolarsi nell'esercito. I movimenti per la pace si diffusero in tutto il mondo dopo la seconda guerra mondiale e le loro convinzioni, in precedenza radicali, sono ora parte del discorso politico dominante.

### Movimento anti-nucleare

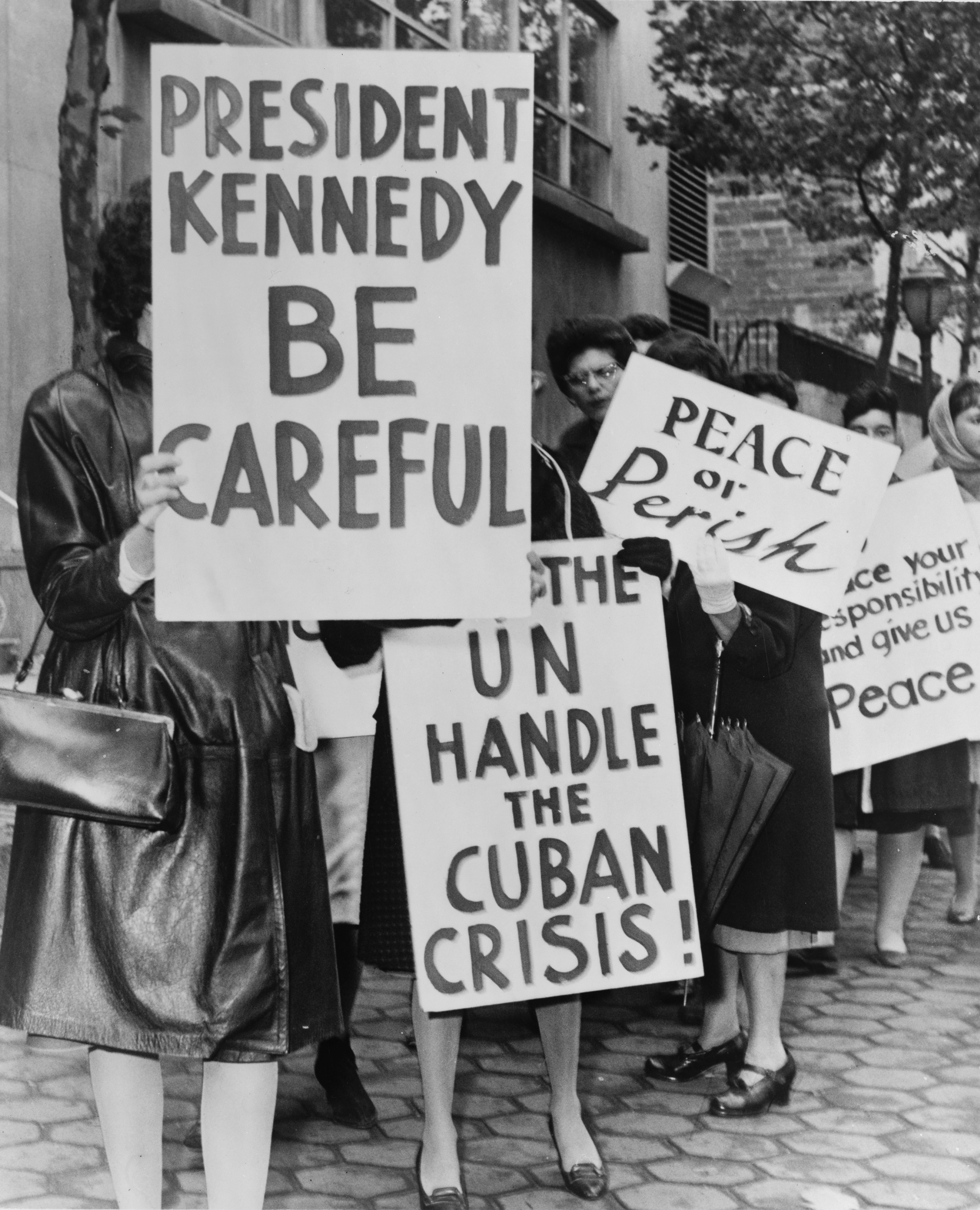
Il Women Strike for Peace protesta durante la Crisi dei missili di Cuba

In Giappone sorsero movimenti per la pace, che si unirono nel 1954 per formare il Consiglio giapponese contro le bombe atomiche e all'idrogeno. L'opposizione giapponese ai test nucleari nel Pacifico era molto diffusa e "si stima che furono raccolte 35 milioni di firme su petizioni che chiedevano il divieto delle armi nucleari".
Nel Regno Unito, la Campagna per il disarmo nucleare (CND) tenne un incontro pubblico inaugurale presso la Central Hall Westminster il 17 febbraio 1958, a cui parteciparono cinquemila persone. Dopo l'incontro, diverse centinaia di persone manifestarono a Downing Street. La CND sostenne la rinuncia incondizionata all'uso, alla produzione o alla dipendenza dalle armi nucleari da parte della Gran Bretagna e la creazione di una convenzione generale sul disarmo. La prima marcia di Aldermaston, organizzata dalla CND, si tenne a Pasqua del 1958. Diverse migliaia di persone marciarono per quattro giorni da Trafalgar Square a Londra all'Atomic Weapons Research Establishment, vicino ad Aldermaston nel Berkshire, opporsi alle armi nucleari. Le marce di Aldermaston continuarono fino alla fine degli anni '60, quando decine di migliaia di persone parteciparono alle marce di quattro giorni. L'opposizione popolare alle armi nucleari produsse una risoluzione del Partito Laburista per il disarmo nucleare unilaterale alla conferenza del partito del 1960, ma la risoluzione fu ribaltata l'anno seguente e non apparve negli ordini del giorno successivi. L'esperienza disilluse molti manifestanti anti-nucleare che in precedenza avevano riposto le loro speranze nel Partito Laburista.
Nel 1961, al culmine della Guerra Fredda, circa 50.000 donne riunite nello Women Strike for Peace marciarono in 60 città degli Stati Uniti per manifestare contro le armi nucleari. Fu la più grande protesta nazionale per la pace del secolo fatta delle donne .

### Le proteste contro la guerra del Vietnam

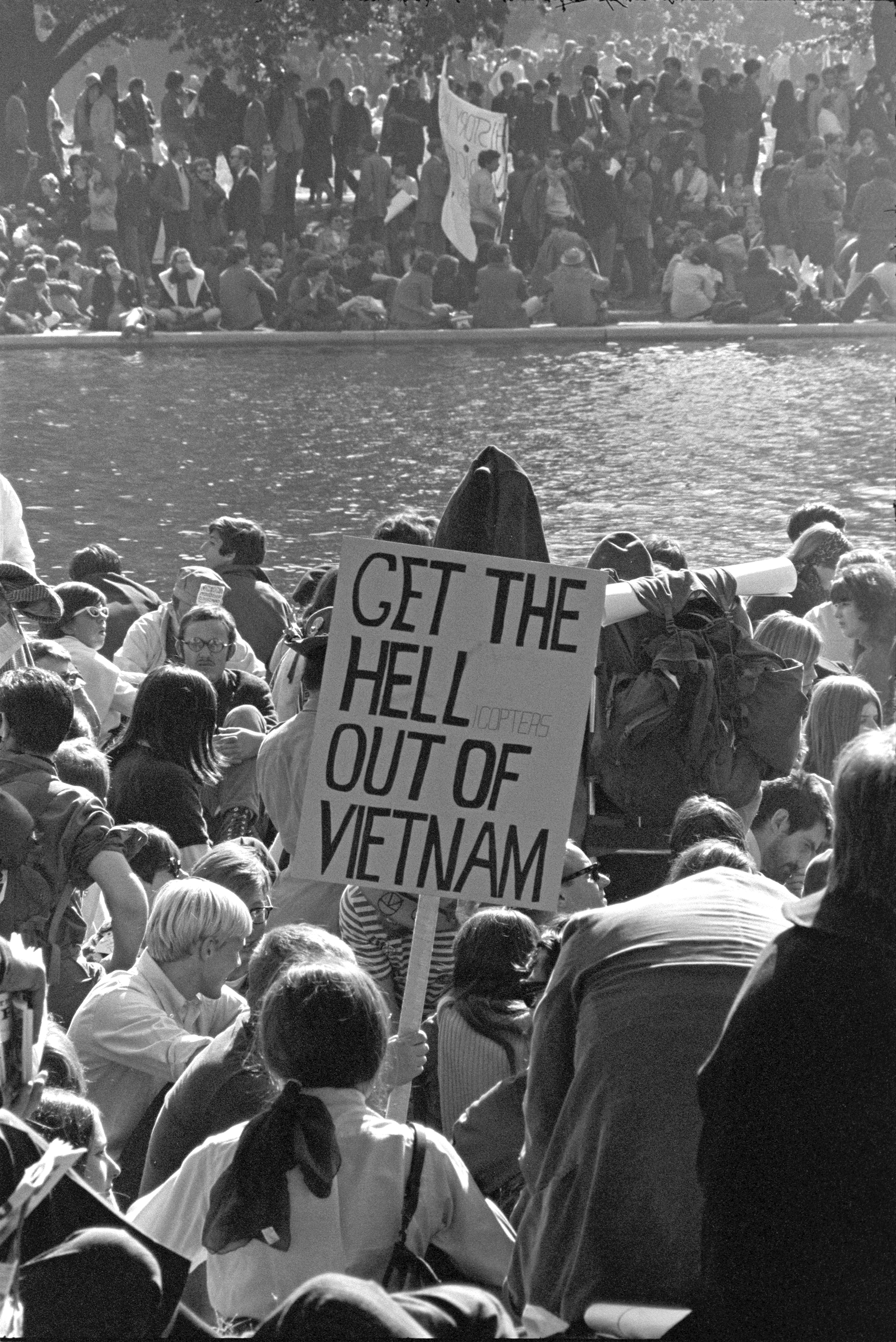
Proteste contro la guerra del Vietnam durante la marcia sul Pentagono del 1967

Il movimento pacifista contrario alla guerra del Vietnam iniziò negli anni '60 negli Stati Uniti, opponendosi al coinvolgimento della propria nazione nella guerra del Vietnam. Alcuni all'interno del movimento sostenevano un ritiro unilaterale delle forze americane dal Vietnam del Sud.
L'opposizione alla guerra del Vietnam mirava a unire i gruppi statunitensi contrari all'anticomunismo, all'imperialismo, al capitalismo e al colonialismo, come i gruppi della New Left e il Catholic Worker Movement. Altri, come Stephen Spiro, si opposero alla guerra basandosi sulla teoria della guerra giusta.
Nel 1965, il movimento iniziò ad acquisire importanza nazionale. Le azioni provocatorie della polizia e dei manifestanti trasformarono le dimostrazioni contro la guerra a Chicago presso la Democratic National Convention del 1968 in una rivolta. I notiziari sugli abusi militari americani come il massacro di Mỹ Lai del 1968 portarono attenzione (e sostegno) al movimento contro la guerra, che continuò a espandersi per tutta la durata del conflitto.
L'opposizione alla guerra del Vietnam si rivolse alle proteste di piazza nel tentativo di volgere l'opinione politica degli Stati Uniti contro la guerra. Le proteste hanno preso ancor più slancio unendosi al movimento per i diritti civili, che si era organizzato per opporsi alle leggi sulla segregazione. Ma le ragioni del movimento pacifista furono anche alimentate da una crescente cultura underground, da una rete di nuove riviste underground e poi da grandi festival musicali, come quello di Woodstock. L'opposizione alla guerra si è spostata dai campus universitari alle periferie della classe media, alle istituzioni governative e ai sindacati.

### L'Europa negli anni '80

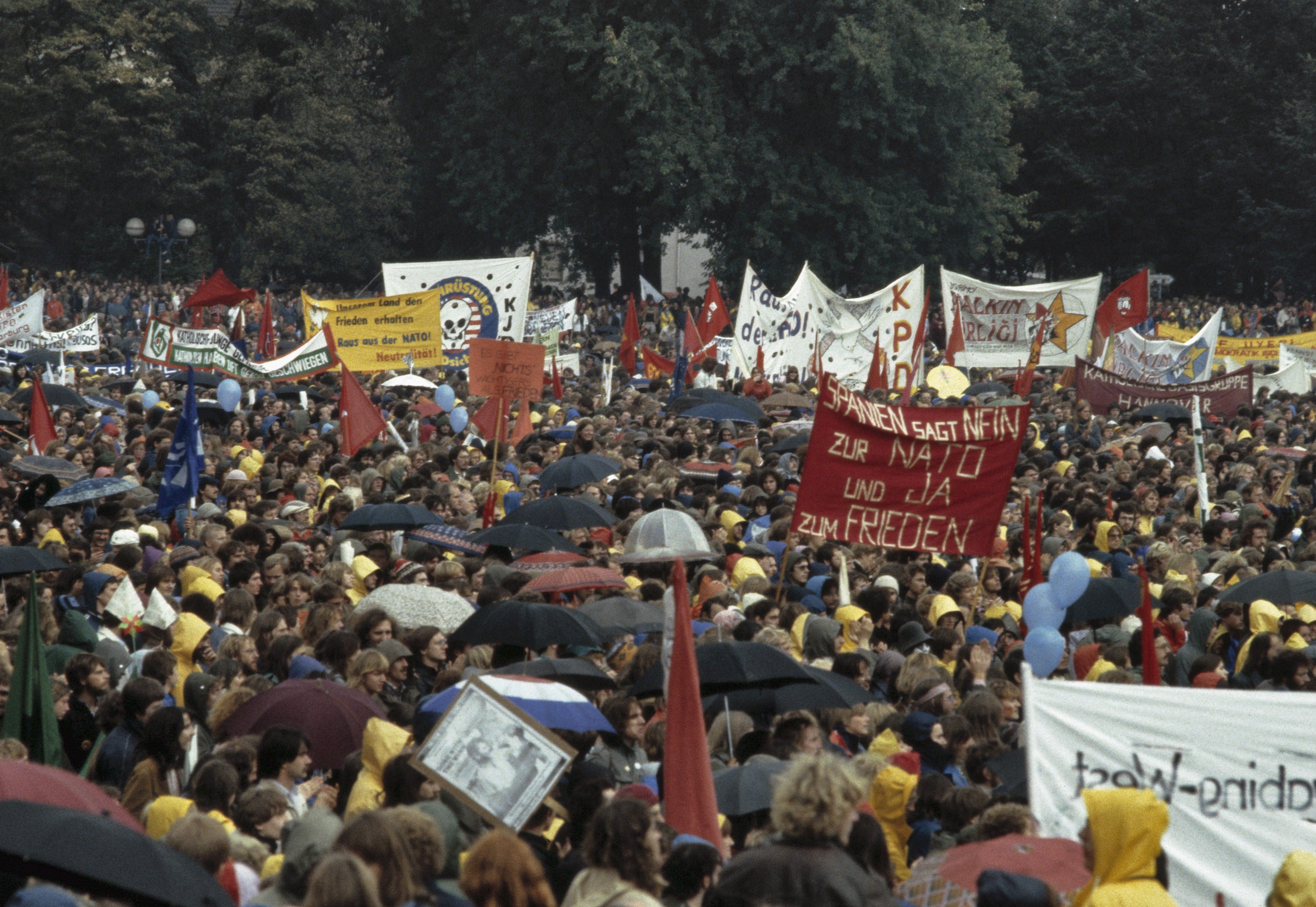
Le protest del 1981 a Bonn contro la corsa agli armamenti nucleari tra la NATO e l'Unione Sovietica

Un movimento per la pace molto ampio sorse nell'Europa orientale ed occidentale negli anni '80, principalmente in opposizione ai piani americani di combattere la guerra fredda tramite lo stazionamento di missili nucleari in Europa. Mosca, pur non riuscendo a controllare il movimento, lo sostenne da dietro le quinte. Tuttavia, i movimenti per la pace sponsorizzati dai vari partiti comunisti nazionali nell'Europa orientale si trasformarono in veri e propri movimenti per la pace che chiedevano non solo la distensione, ma anche la democrazia. Secondo Hania Fedorowicz, questi movimenti svolsero un ruolo importante nella Germania orientale e in altri paesi nel far risorgere la società civile e contribuirono a istigare le rivoluzioni pacifiche di successo del 1989 nell'Europa orientale.

## Movimenti per la pace nei diversi paesi

### Canada

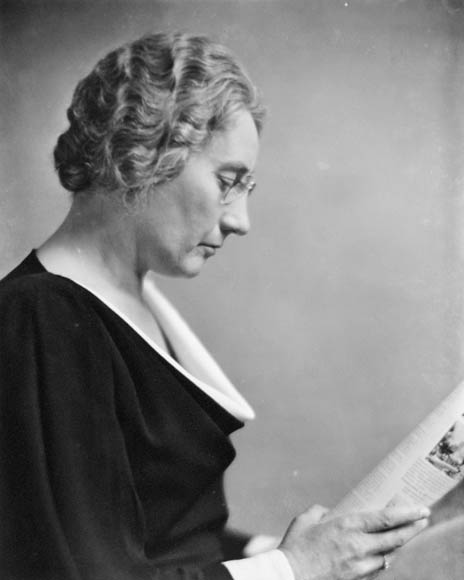
Agnes Macphail in una foto del 1934

La pacifista canadese Agnes Macphail fu la prima donna eletta alla Camera dei Comuni. Macphail si oppose al Royal Military College of Canada nel 1931 per motivi pacifisti. Macphail fu anche la prima delegata canadese donna alla Società delle Nazioni, dove lavorò con il World Disarmament Committee. Nonostante il suo pacifismo, votò per l'entrata del Canada nella seconda guerra mondiale. Il Canadian Peace Congress (1949–1990) fu un importante organizzatore del movimento pacifista canadese, in particolare sotto la guida di James Gareth Endicott (il suo presidente fino al 1971).
Per oltre un secolo il Canada ha avuto un movimento pacifista diversificato, con coalizioni e reti in molte città, paesi e regioni. La più grande organizzazione nazionale ombrello è la Canadian Peace Alliance, i cui 140 gruppi membri includevano grandi coalizioni cittadine, piccoli gruppi di base, sindacati nazionali e locali e gruppi religiosi, ambientalisti e studenteschi per un totale di oltre quattro milioni di membri. L'alleanza e i suoi gruppi membri hanno guidato l'opposizione alla guerra al terrorismo. La CPA si oppose alla partecipazione del Canada alla guerra in Afghanistan e alla complicità canadese in quella che considera una politica estera degli Stati Uniti fuorviante e distruttiva. Il Canada è stato anche sede di un crescente movimento di solidarietà palestinese, caratterizzato da un numero crescente di gruppi ebraici contrari alle politiche israeliane.

### Germania

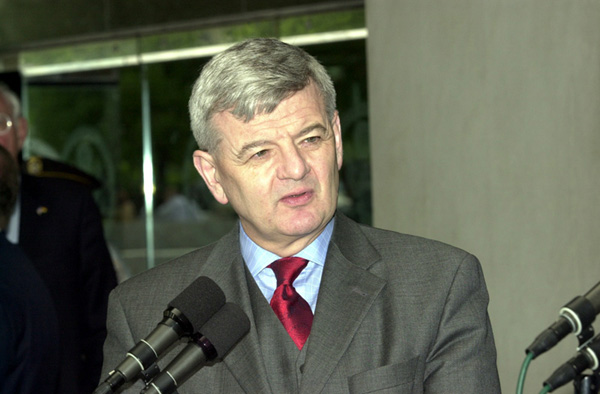
Il Ministero federale degli affari esteri e pacifista dei Verdi tedeschi fu decisivo nel limitare la partecipazione tedesca alla Seconda guerra del Golfo (foto 2002)

La Germania ebbe un forte movimento pacifista alla fine del XIX secolo, ma fu totalmente represso durante il regime nazista. Dopo il 1945 ila movimento pacifista della Germania dell'Est fu controllato dal governo comunista.
Durante la guerra fredda (1947–1989), il movimento pacifista della Germania Ovest si concentrò sull'abolizione della tecnologia nucleare (in particolare delle armi nucleari) dalla Germania Ovest e dall'Europa. La maggior parte degli attivisti criticò sia gli Stati Uniti che l'Unione Sovietica.
Dopo il 1989, l'ideale della pace fu adottato in larga parte dai partiti ecologisti di tutta Europa. La pace ha talvolta svolto un ruolo significativo nel processo decisionale; nel 2002, i Verdi tedeschi hanno convinto il cancelliere Gerhard Schröder a opporsi al coinvolgimento tedesco in Iraq. I Verdi controllavano il Ministero federale degli affari esteri sotto Joschka Fischer (un Verde e il politico più popolare in Germania all'epoca), che ha cercato di limitare il coinvolgimento tedesco nella guerra al terrore. Si è unito al presidente francese Jacques Chirac, la cui opposizione è stata decisiva nella risoluzione del Consiglio di sicurezza delle Nazioni Unite per limitare il sostegno all'invasione dell'Iraq del 2003.

### India
Il movimento per la pace più duraturo al mondo fu il movimento Bijolia indiamo che durò 44 anni.

### Nuova Zelanda

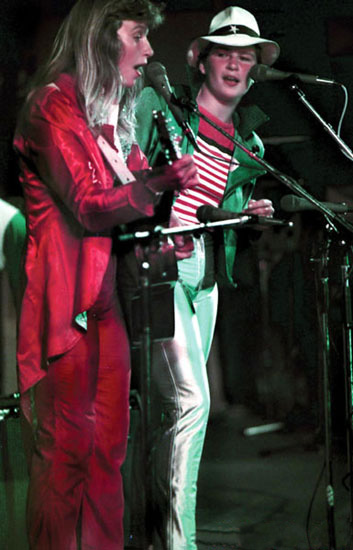
Jools e Lynda Topp sono due cantanti folk ed attiviste pacifiste neozelandesi. In questa foto le Topp Twins dal vivo nel 1981

Tra gli attivisti per la pace più noti ci sono Sonya Davies, Kate Dewes, Elsie Locke, Maire Leadbeater, Bunny McDairmid, Laurie Salas e Jools e Lynda Topp.
Questa piccola nazione del Pacifico ha sempre avuto una forte aspirazione alla pace globale, radicata nel principio Māori di Rongomaraeroa (il lungo cammino verso la pace). Le donne neozelandesi che facevano parte del movimento per il suffragio hanno svolto un ruolo significativo nell'istituzione della Corte mondiale, una corte arbitrale permanente per la risoluzione pacifica delle controversie internazionali. Le storie degli orrori raccontate dai soldati e dalle infermiere di ritorno da entrambe le guerre mondiali, insieme all'impatto dei bombardamenti atomici di Hiroshima e Nagasaki, hanno profondamente radicato l'impegno della nazione per la pace. Il coinvolgimento militare nei conflitti successivi si è concentrato principalmente sul mantenimento della pace, sull'addestramento non bellico, sul supporto logistico, sull'assistenza medica e sulle squadre di ricostruzione postbellica.
In risposta a questi eventi, è sorto un movimento pacifista, a partire da gruppi dal basso come CORSO in tutto il paese, con Christchurch come luogo centrale. Christchurch è stata la prima città in Nuova Zelanda ad essere dichiarata denuclearizzata ed è diventata la città inaugurale della pace della nazione nel 2002. I giardini botanici della città ospitano una campana della pace mondiale e un treno della pace. Durante gli anni '80, il Sumner Peace Group, il Rangiora Peace Group e il Lyttelton Peace Group erano attivi sostenitori della pace, appoggiando varie cause come Citizens for Demilitarisation of Harewood, Campaign Against Foreign Control of Aotearoa e Anti-Bases Campaign.
Nel 1973, la "Battaglia di Harewood" vide persone dei movimenti pacifisti protestare presso due basi di difesa aerea dell'Operazione Deep Freeze all'aeroporto di Harewood e al vicino deposito di Weedons Stores. Ventitré individui furono arrestati durante gli scontri. Questo evento potrebbe essere visto come un precursore delle proteste alla base di spionaggio di Waihopai Station e dei disordini durante lo Springbok Tour del 1981.
La crisi missilistica cubana e l’affondamento della Rainbow Warrior da parte della Francia hanno rafforzato la posizione anti-nucleare del paese, ottenendo il sostegno bipartisan. Questo sentimento profondo rimane radicato e solido ancora oggi. Ancora nel 2024, il ministro degli Esteri Winston Peters ha sottolineato l’importanza di cercare soluzioni pacifiche, evidenziando la lezione scaturita dalla seconda guerra mondiale per la quale il dialogo è preferibile al conflitto.